# Nicoline Broeckx
Nicoline Broeckx, (Breda, 15 maart 1953) is een voormalig Nederlands fotomodel.
Ze won de Miss Holland verkiezingen in 1974, werd vervolgens first runner up bij de Miss BeNeLux en eindigde buiten de top 10 bij de Miss Universe verkiezing op de Filipijnen.
Ze behaalde in Eindhoven een diploma operatiekamer-assistente. Ze werkte in de jaren zeventig als fotomodel. Ook kreeg zij in de jaren zeventig twee kinderen. Na haar modelloopbaan werkte ze als gastvrouw, vertaler en schoonheidsspecialist.